# Thomas Johann Heinrich Mann

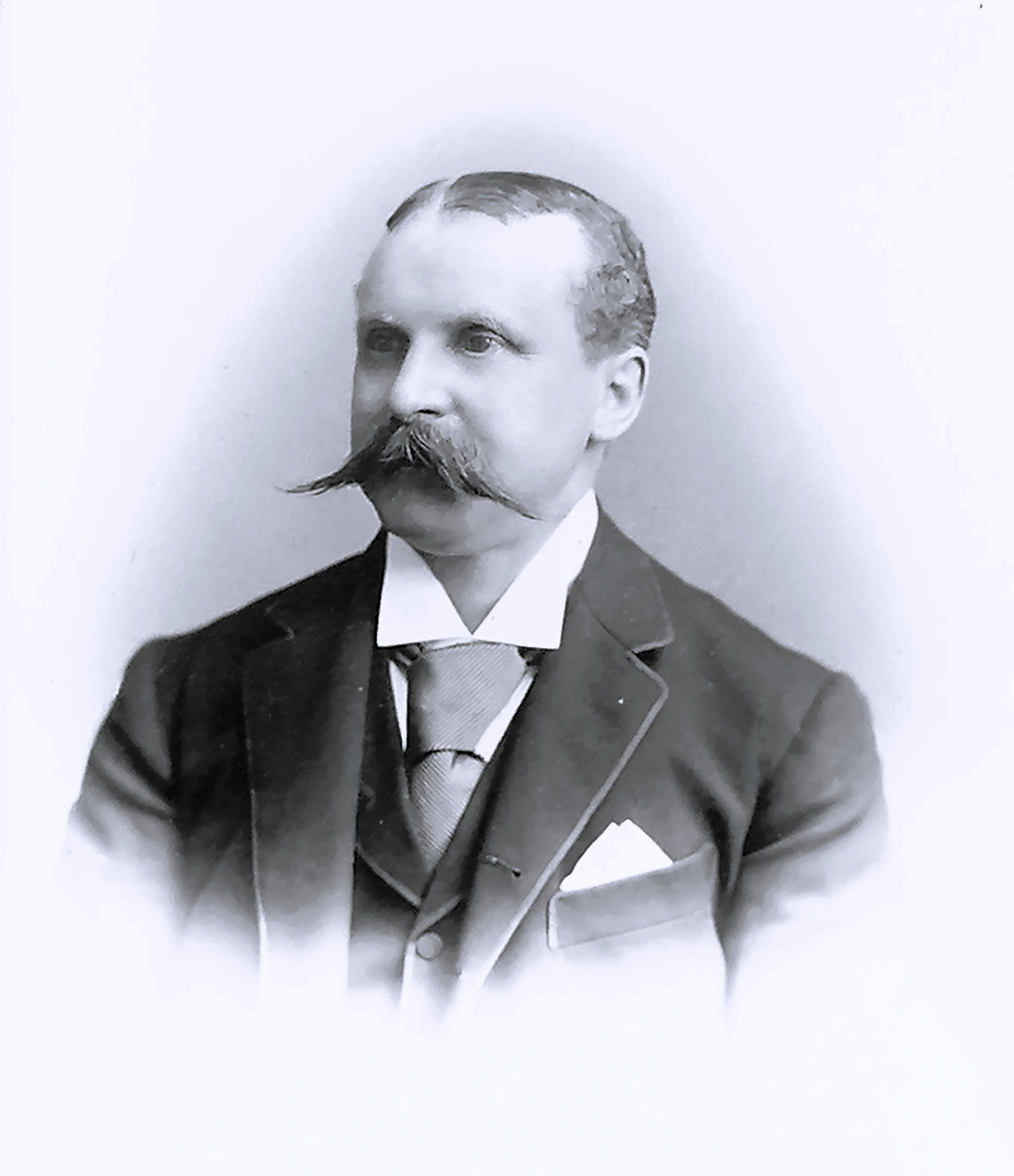
Erwählter Senator Heinrich Mann

Heinrich Mann

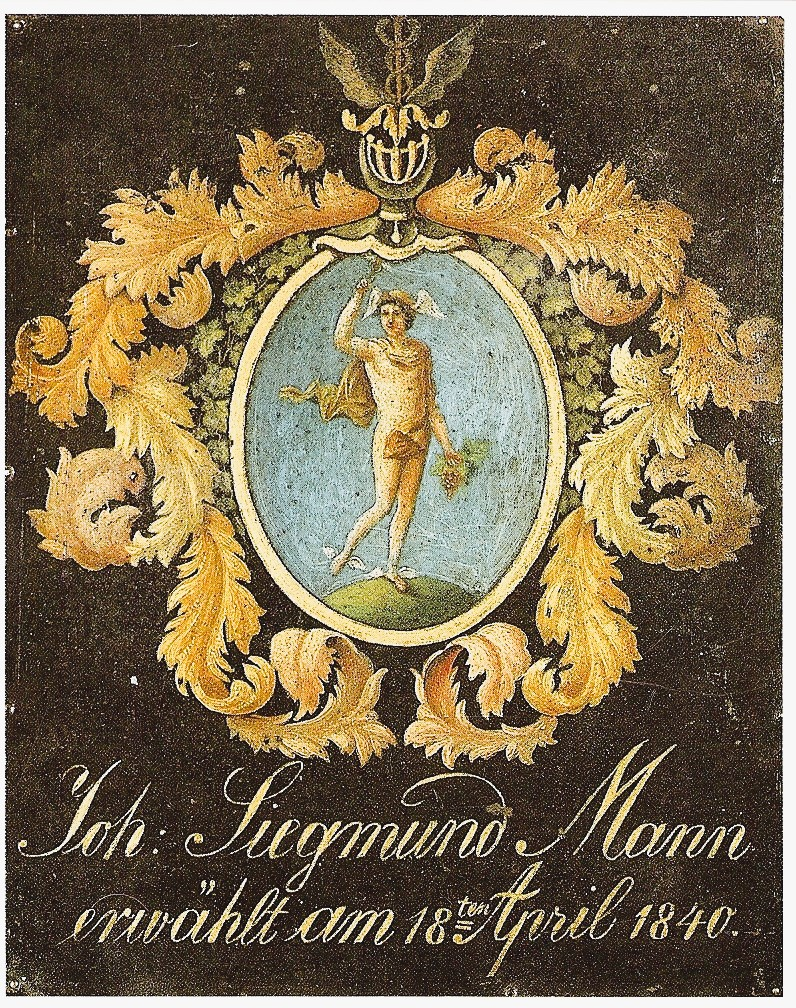
Hermes im Familienwappen des Vaters von 1840

Thomas Johann Heinrich Mann (* 22. August 1840 in Lübeck; † 13. Oktober 1891 ebenda) war ein Lübecker Kaufmann und Senator.

## Leben

### Herkunft
Thomas Johann Heinrich (genannt Henry) war das zweite Kind und der erste Sohn von Johann Siegmund Mann jr. (1797–1863) und Elisabeth Marty (1811–1890). Seine Mutter, die zweite Ehefrau seines Vaters, lebte bis zu ihrem Tod im Haus an der Mengstraße. Er hatte mit Elisabeth (1838–1917), Johannes (1842–1844), Olga Marie (1845–1886) und Friedrich (genannt Friedel; 1847–1926) vier Geschwister.
Als erster Sohn Elisabeth Martys sollte er anstatt einer seiner beiden älteren Stiefbrüder das Familienunternehmen fortführen. Sein Vater Sigmund war seit 25 Jahren Teilhaber von Joh. Siegm. Mann, Commissions- und Speditionsgeschäfte gewesen, als der Großvater 1848 starb, und hatte das Unternehmen seither geführt.

### Laufbahn
Henry, der den Realzweig des Katharineums besuchte, verließ es bereits vor dem Abschluss, um in die kaufmännische Laufbahn eingeführt zu werden. Schon 18-jährig unternahm er seine ersten Handelsreisen nach England und Holland und kehrte 1861 von dort zurück. Nach 40-jähriger Tätigkeit legte sein Vater die Firma zum 1. Januar 1863 in die Hände seines Sohnes, der 1864 Königlich Niederländischer Konsul wurde, und von Georg Thorban. Nachdem Thorban 1865 verstorben war, wurde Mann der alleinige Inhaber und bestimmte nun, die Verantwortung des Geschäfts tragend, die Geschicke der Familie.

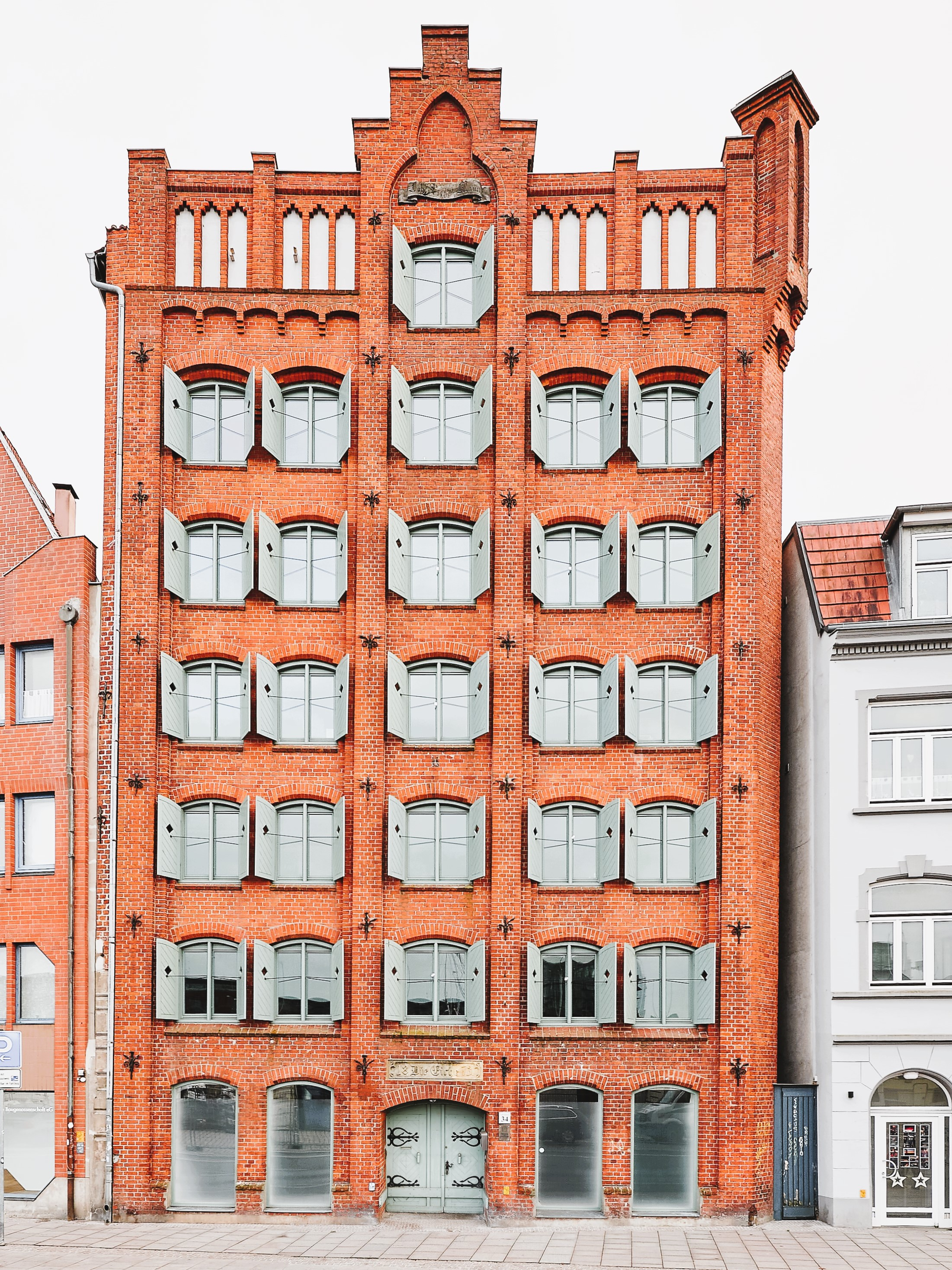
Die Eiche

1873 errichtete Mann am Lübecker Stadthafen den noch heute im teilweise ursprünglichen Zustand bestehenden Kornspeicher „Die Eiche“ für seine Firma.
Aufgrund seiner zunehmenden Beanspruchung durch den Senat nahm Mann zum 1. Januar 1885 den sich seit fast 25 Jahren im Geschäft bewährenden Hans Christian Wilhelm Eschenburg als Teilhaber auf.
Den Firmensitz verlegte Mann 1882 von der Mengstraße in sein neu erbautes Wohnhaus in der Beckergrube 52. Der Senator bewohnte vorher das 1904 abgerissene Haus in der Breiten Straße Nr. 38. Seine Lage markiert heute der Thomas-Mann-Stein des Bildhauers Ulrich Beier. Seine Eltern verblieben in der Mengstraße, da es die bürgerliche Tradition, die seine Kinder erst später als ihren Hintergrund verstanden, verkörperte. Mit der Ausgliederung der Firma aus dem Haus, das an der reputabelsten Stelle der Stadt stand, büßte die Firma an geschäftlicher Funktion ein. Die Großmutter Heinrich und Thomas Manns, die Konsulin Elisabeth Mann bewohnte bis zu ihrem Tode das heutige Buddenbrookhaus. Testamentarisch vermachte sie 3000 Mark der evangelisch-reformierten Kirche, den Evangelischen Missionsgesellschaften in Basel und Barmen je 600 Mark zur Verwaltung für die Kinder und dem Rettungshaus 2000 Mark.

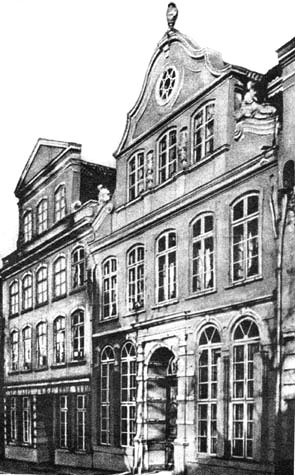
Mengstraße Geschäftshaus
Breite Straße 38 Wohnhaus
Breite Straße 38 Geschosspläne
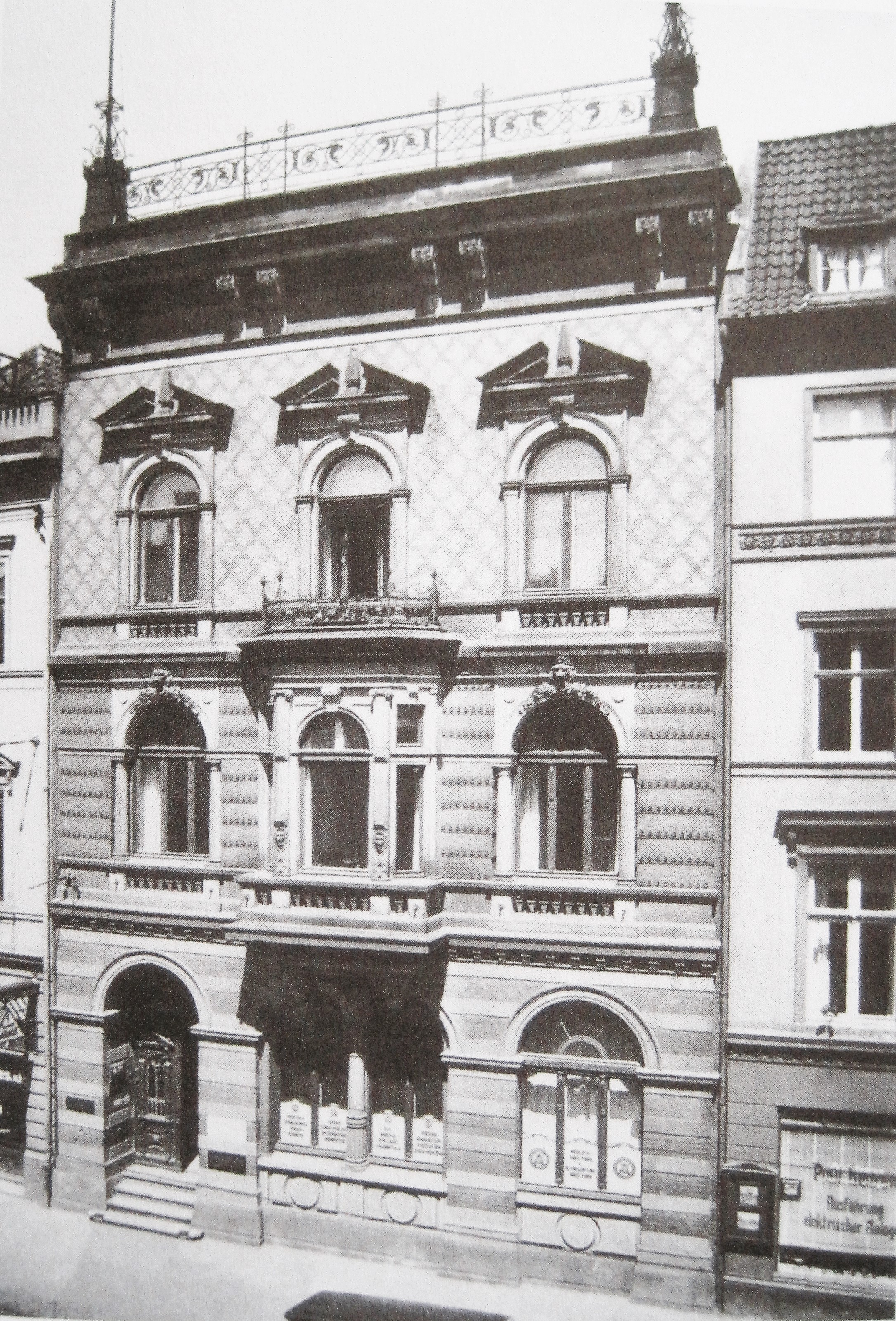
Beckergrube 52 Wohnhaus

### Wirtschaftsförderer
Mann war an mehreren Dampfschifffahrtsgesellschaften beteiligt. Zum Beispiel wurde am 25. Februar 1871 auf der Generalversammlung zum Revisor der Dampfschiffahrts-Gesellschaft oder gehörte zur Direktion der Lübeck-Finnländischen Dampfschiffahrtsgesellschaft.
Im Juni 1871 wurde Mann an Stelle des verstorbenen Heinrich Wilhelm Haltermann zum Mitglied des Ausschusses der Lübeck-Büchener Eisenbahngesellschaft und bekleidete bei seinem Tod die Stellung des Vorsitzenden.
Die den Vorstand bildenden Wilhelm Brehmer (Vorsitz), August Rehder (Stellvertreter), Cay Dietrich Lienau, Mann, Johannes Schramm, J. A. Wolpmann, Wilhelm Spiegeler und Hermann Otte waren als solche zur gemeinschaftlichen Zeichnung der Firma berechtigt. Sie gründeten die „Lübecker Bank“, welche am 2. Januar 1872 ihre Geschäftstätigkeit aufnahm.
Die Volkswirtschaftlichen Gesellschaft zu Lübeck profitierte von Manns umfangreichen Kenntnissen. So diskutierte man über Münzwährungen und den Übergang der Lübischen Mark zur Reichsmünze.
Mann wurde zum Mitglied der Handelskammer gewählt. Dort ist er in die wichtigsten Zweige des lübeckischen Staatsgetriebes, insbesondere der den Handel und Verkehr auf das Engste berührenden Geschäfte, eingeführt worden und bewährte sich als eifriger kraftvoller Mitarbeiter. Für die zum 31. Dezember 1875 ausscheidenden kaufmännischen Mitglieder des Handelsgerichts wurde folglich in Nachgehung des §29 des Gesetzes der Gerichtsverfassung vom 17. Dezember 1860 dem Senat am 3. Dezember unter anderen auch Mann in Vorschlag gebracht. Im Folgejahr wurde Mann an Stelle des abtretenden Ferdinand Dahlberg zum zweiten Stellvertreter des Präses der Handelskammer gewählt.
Am 19. Februar 1877 wurde Mann vom Senat der Freien Reichsstadt Lübeck als Nachfolger des aus gesundheitlichen Gründen ausgetretenen Ludwig Wilhelm Minlos gewählt und leistete am 21. seinen Eid.
Als Senator schied Mann aus der Kammer. Da ein Senatsposten nicht mit dem eines Konsuls vereinbar war, legte er diesen nieder. Anstatt des in dem Senat Erwählten wurde Johann Sigmund Mann (Stiefbruder) Königlich Niederländischer Konsul und Hans Christian Wilhelm Eschenburg, er wurde 1885 Teilhaber in Manns Firma, zum Vizekonsul ernannt.
Ein gemischte Kommission aus dem Senat (Gabriel Christian Carl Hermann Schroeder und Mann) und der Handelskammer (Suckau, Otto, August Heinrich Peter Wohlert, Friedrich Heinrich Bertling, Georg Wilhelm Stange und Hermann Lange) erörterte am 6. März 1879 die vom Bundesrat in Aussicht genommene Warenausfuhrstatistik.
Neben dem Vorstand der „Lübecker Bank“ war Mann ab 1887 an Stelle des ausscheidenden Georg Eduard Tegtmeyer aus dem Aufsichtsrat auch in der Leitung der „Lübecker Privatbank“ vertreten.

### Politik
Ab 1869 wurde Mann in den Bürgerschaftswahlen im III. Wahlbezirk (Marien Quartier und Vorstadt St. Lorenz) gewählt und war hier von 1873 bis 1875 Mitglied des Bürgerausschusses. Auf der Versammlung des vom 19. Juli 1876 erwählte man ihn zum zweiten stellvertretenden Wortführer.
An Stelle des abtretenden Wilhelm Heinrich Heyke erwählte der Senat 1874 ihn zum Bürgerlichen Deputierten bei dem Finanzdepartement und wenig später auch im Steuerdepartement. Bis 1874 war er Mitglied der Vorsteherschaft des Wollmagazins.
Der aus Heinrich Theodor Behn (Vorsitz), Mann, Johannes Albrecht Suckau, sowie Dres. Carl Herm. Heinr. Franck und Robert Peacock bestehende lübeckische Zweig des Vereins für Hebung der Fluß- und Canalschiffahrt wuchs 1878 um Rud. Carl Müller, Hinrich Christian Otto, Konsul August Rehder und Georg Wilhelm Stange an. Es wurde die von Baurat Carl August Wilhelm Lohmeyer aus Ratzeburg vorgetragene projektierte Korrektur des Stecknitzkanals, welche am 29. Mai 1878 auf der Hauptversammlung in Berlin als Tagesordnungspunkt durch den lübeckischen Vorsitzenden zu vertreten war, diskutiert und gebilligt.
Eine aus Theodor Curtius, Johann Daniel Eschenburg, Philipp Wilhelm Plessing, Brehmer und Mann gebildete gemeinsame Senatskommission entschied Anfang 1879 über die Verwendung des Blohm'schen Legates.
Im Senat vergab die Central-Armen-Deputation, seit 1878 betreute Mann diese, 1881 an den 1880 aufgenommenen Karl Peter Klügmann. Nach dem Tod Eschenburgs verlässt Mann 1884 die Baudeputation, der er als Senatorisches Mitglied seit 1877 beigeordnet war, und Johann Hermann Eschenburg, Sohn und Nachfolger des Verstorbenen, tritt an seine Stelle. Mann wurde der fortan von Hermann Rittscher geführten Comission für Zollangelegenheiten beigeordnet. Ebenfalls seit 1877 gehörte Mann als beigeordnetes senatorisches Mitglied der Senatskommission für Handel und Schifffahrt an und rückte er nach Curtius' Ausscheiden 1885 ins Präsidium des Departements auf. Die Fragen, welche die Umgestaltung des gesamten lübeckischen Steuerwesens bot, bei den die umfangreichen Vorbereitungen und Arbeiten, der zweckmäßigen Ausgestaltung und Verbesserung der lübeckischen Verkehrswege, des Lübeckischen Eisenbahnnetzes, der Hafenbauten und des Elbe-Trave-Kanalprojektes verknüpft waren, stellten große Herausforderungen.

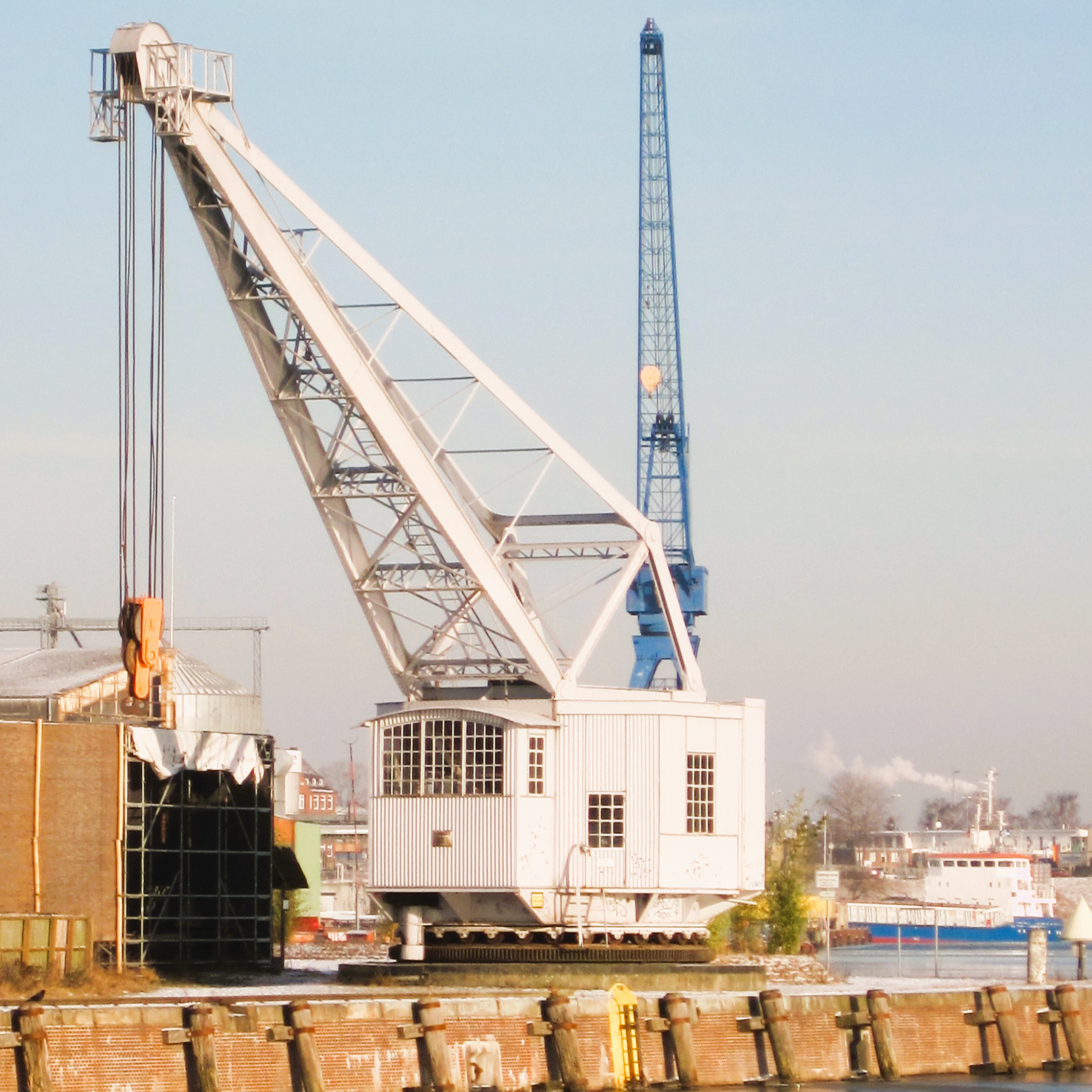
Bockdrehkran Nr. 1

So beschäftigte man sich ausgehend von der (Peter) Rehder-Studie wiederholt damit, ob im Hafen für die auf der Wallhalbinsel beginnende zu deren Spitze führende neue Uferstrecke der Hydraulische Betrieb für das Löschen der Schiffe im Anschluss an den der geplanten Drehbrücke einzurichten sei. 1890 begaben sich der Vorsitzende der Senatskommission für Handel und Schifffahrt, Mann, der Präses der Handelskammer, Hermann Lange, und als Vorsitzender des Vereins der Getreidehändler Ernst Stiller in die Hansestädte Hamburg und Bremen. Die dortigen Hafeneinrichtungen wurden in Bezug auf ihre Zweckmäßigkeit und Kosten für den Verkehr vor Ort in Augenschein genommen. Hierbei kam man zu dem Schluss, sich dafür auszusprechen. Die Fertigstellung des heute unter Denkmalschutz stehenden Bockdrehkrans aus dem Jahre 1893 fußte auf dieser Reise.
Nach dem Bürgermeister ist Mann der wichtigste Politiker gewesen. Er konnte aber in Ermangelung eines Studiums, wie Thomas auch später sein literarisches Pendant feststellen lassen wird, niemals Bürgermeister werden. Dem Rang nach war er Minister eines deutschen Bundesstaates.

### Soziale Tatkraft
Auf der Versammlung der Gesellschaft zur Beförderung gemeinnütziger Tätigkeit am 13. Dezember 1877 wurde anstelle des abtretenden Herrn Deuster der Senator mit absoluter Mehrheit zum Vorstandsmitglied gewählt. Der auf Initiative von Mann, Carl Türk und Carl Adolph Georg Heinrich Hinckeldeyn am 9. November 1877 gestellte Antrag auf Bewilligung einer jährlichen Subvention von 600 Mark für die Grauen Schwestern auf drei Jahre wurde ohne Diskussion genehmigt. Am 27. März 1881 fand im Saal der Gesellschaft die Konstituierende Sitzung des Vereins, der armen kränklichen Kindern im Sommer einen Landaufenthalt zur Kräftigung ihrer Gesundheit gewähren will, statt. Mann als deren Initiator wurde zum Vorsitzenden gewählt.
Seit 1880 war Mann auch Mitglied im Verein für Lübeckische Geschichte und Altertumskunde.
Am 27. März 1881 trat im Saal der Gemeinnützigen ein Komitee unter der Führung des Senators zusammen. Dessen Ziel war es,  für die Genesung und Kräftigung armer kränklicher Kinder zu sorgen. Ihnen sollte in den Sommerferien ein Aufenthalt auf dem Lande verschafft werden. Aus dieser Humanitären Bestrebung gründete sich der lübeckische Verein für Ferienkolonien.
Von ihm verfasste Artikel erschienen in den Lübeckischen Blättern, dem Organ der Gesellschaft, unter der Chiffre 440.

### Familie

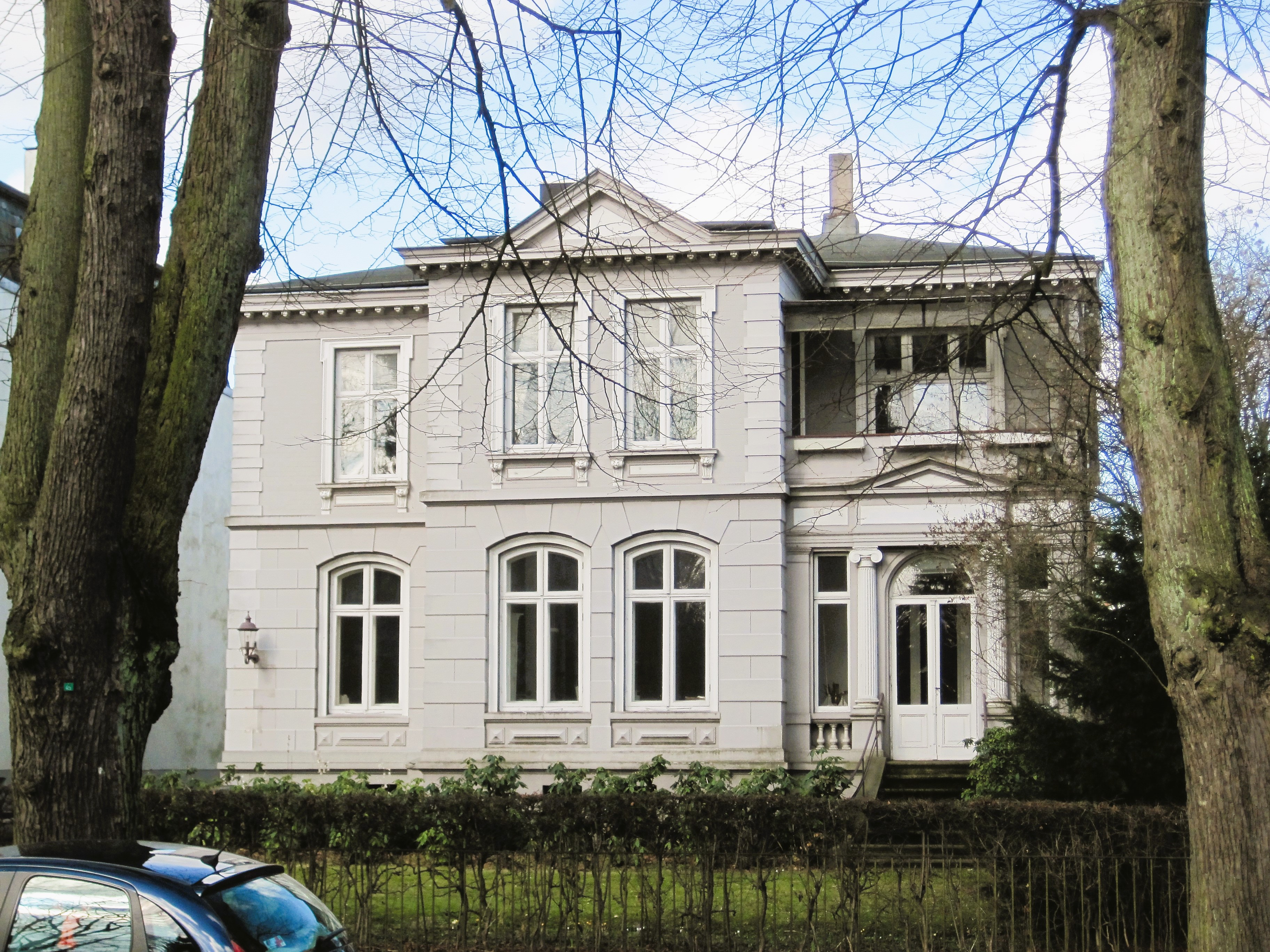
Gartenhaus

In Brasilien lernte Henry Julia da Silva-Bruhns (1851–1923) kennen. Sie war die Tochter des ausgewanderten Lübecker Kaufmanns Johann Hermann Ludwig Bruhns (1821–1893) und dessen bereits 1856 im Kindbett verstorbenen Frau Maria Luiza da Silva, die einer reichen, portugiesischstämmigen Familie von Plantagenbesitzern entstammte. 1869 heiratete das Paar. Ihre Kinder waren die beiden späteren Schriftsteller Heinrich (1871–1950) und Thomas (1875–1955) sowie Julia (genannt Lula; 1877–1927), Carla (1881–1910) und Victor (1890–1949). Zu seinen späteren Enkeln zählten Golo Mann, Klaus Mann, Erika Mann, Michael Mann, Monika Mann, Elisabeth Mann Borgese sowie Leonie Mann.
Auch dem kirchlichen Leben brachte Mann reges Interesse entgegen. Am 18. November 1872 wurde er auf der Versammlung der Mariengemeinde zum Mitglied des Gemeindeausschusses erwählt.

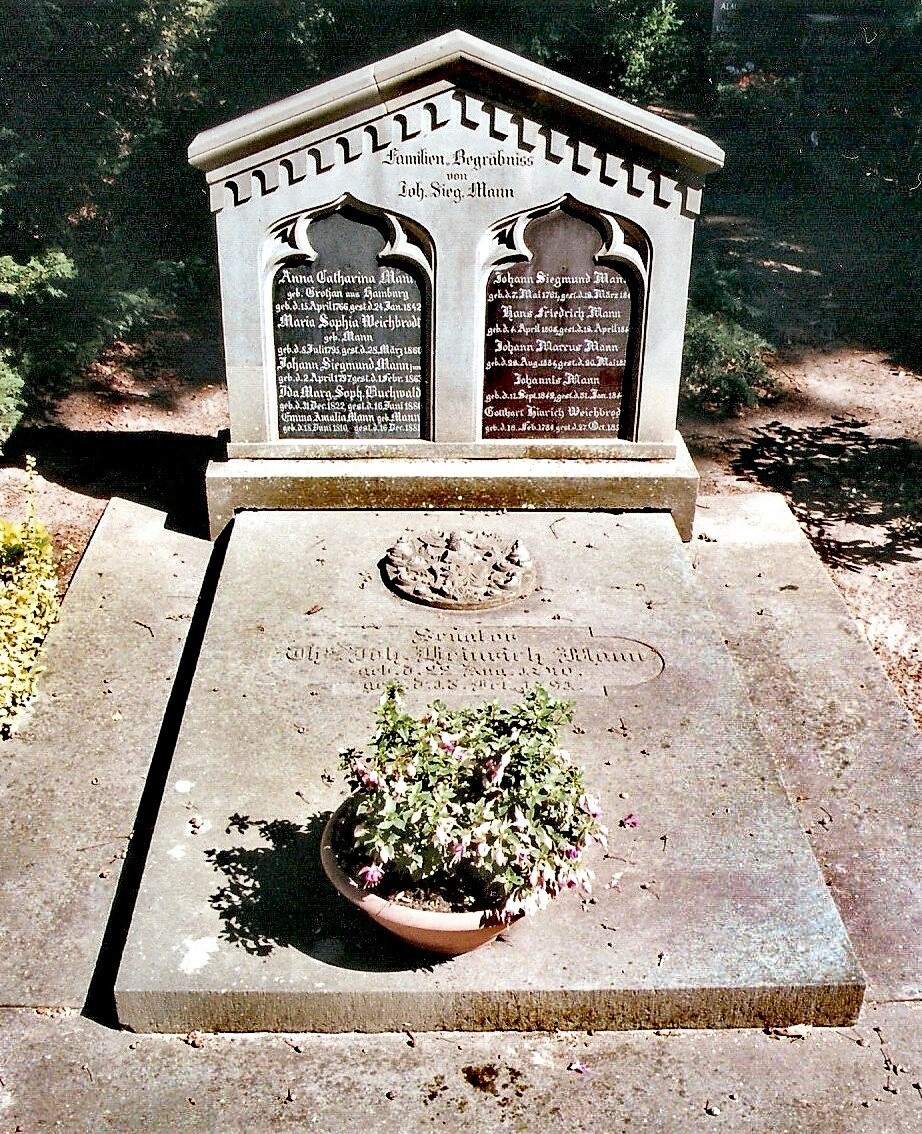
Grabstätte der Familie Mann; die Grabplatte trägt die Lebensdaten Thomas Johann Heinrich Manns

Henry Mann verstarb infolge einer Blasenkrebserkrankung und wurde im Familiengrab auf dem Burgtorfriedhof beigesetzt. Nach dem Tode des Senators wurden Konsul Hermann Fehling und der Weinhändler Krafft Tesdorpf zum Vormund seiner fünf hinterlassenen Kinder bestellt. Thomas Mann war zu diesem Zeitpunkt 16 Jahre alt. In seinem Testament verfügte Henry die Liquidation der Firma und den Verkauf des Wohnhauses. So hinterließ er seiner Familie ein beachtliches Vermögen, von dem jedoch nur die Zinsen ausbezahlt werden sollten. Für die Dauer der Testamentsabwicklung bewohnten die Manns das Gartenhaus in der Roeckstraße. Danach verließ die Familie Lübeck und zog nach München. Die Witwe verstarb 1923 in Weßling.

## Literarisches
Thomas Mann gab in seinem Roman Buddenbrooks, für den er den Nobelpreis erhielt, der Figur des Senators Thomas Buddenbrook Züge seines Vaters.